# Grønn Ungdom
Grønn Ungdom (nynorsk: Grøn Ungdom, samiska: Ruoná Nuorat, kvänska: Vihriset Nuoret) är det norska Miljøpartiet De Grønnes politiska ungdomsorganisation. Organisationen bildades 1996 och är medlem i Federation of Young European Greens.